# Dieriewianka (stacja kolejowa)
Dieriewianka (ros. Деревянка, krl. Uuzikylä) – stacja kolejowa w miejscowości Dieriewianka, w rejonie prionieżskim, w Karelii, w Rosji. Położona jest na linii Wołchow - Murmańsk.
Mijanka Dieriewianka powstała podczas I wojny światowej, na zbudowanej wówczas murmańskiej drodze żelaznej. W późniejszym okresie przebudowana na stację.